# 五氟乙烷
五氟乙烷（化学式：CF3CHF2），别名R-125，是一种制冷剂。它的臭氧破坏潜势（ODP）为0，但全球暖化潜势（GWP）很高。据美国国家环境保护局的报告，它的GWP为二氧化碳的3450倍。
五氟乙烷可以与二氟甲烷混合而成近共沸制冷剂——R-410A，这是一种在空调系统中替代多种氯氟烃（氟利昂）的制冷剂。五氟乙烷还在灭火系统中用作灭火剂。